# Guants de boxa

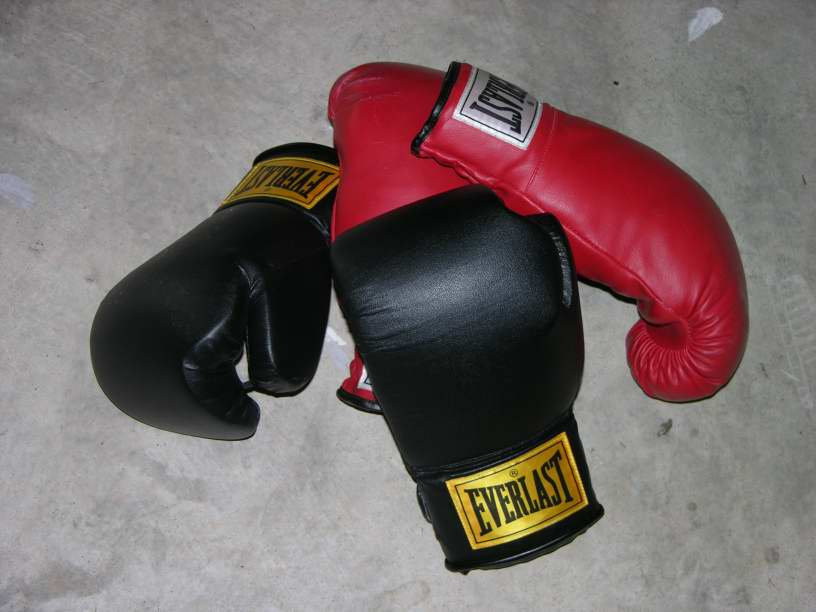
Guants de boxa.

Els guants de boxa són els guants encoixinats que els combatents fan servir per suavitzar l'impacte durant els combats de boxa. Són sovint amb l'assistència d'un altre tipus de protecció més a la defensiva (shell, protectors bucals, el pit, etc.) segons l'esport.
L'ús dels guants de boxa moderns dona com a resultat menys ferides facials, però major dany al cervell dels combatents, mentre que també s'ha comprovat que redueixen en un 70% la força dels cops de puny llançats pel lluitador.

## Història

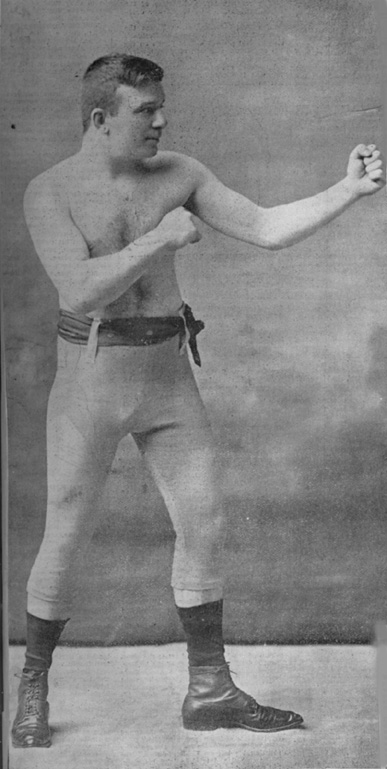
Boxejador australià sense guants, a. 1890.

L'ús de protecció de les mans en la lluita esportiva data almenys de la Grècia antiga. Al segle segon, Climent d'Alexandria va reconèixer el mitològic Amycus, fill de Posidó i rei dels Bèbrics a Anatòlia, com a l'inventor dels guants de boxa. No obstant això, els guants i l'esport en si eren molt diferents a la boxa moderna. A l'antiga Grècia, era freqüent la pràctica de lligar tires de cuir al voltant de les mans per a la seva protecció. En època romana, però, aquest es va convertir en el caestus que usaven els gladiadors, amb el metall afegit als guants per infligir més mal. L'ús del caestus es va prohibir l'any 50 aC, i "la boxa va ser prohibida durant el mandat d'Arcadi al 393 dC".
La boxa va reaparèixer a Anglaterra al segle xvii. Molts combats es feien amb els artells descoberts i sense regles establertes (fins a les Regles del Ring per Premi de Londres), encara que de vegades es feien servir guants. Els guants van ser establerts amb el reglament del Marquès de Queensbury, publicat el 1867. A partir d'aquest moment, la popularitat dels combats amb els punys descoberts es va perdre, i ara són dubtosament legals en alguns països.
El guant modern probablement deu el seu origen a Jack Broughton, qui va crear una forma semblant a la dels guants de boxa actuals (coneguts en anglès com mufflers) al segle xix.

## Tipus de guants

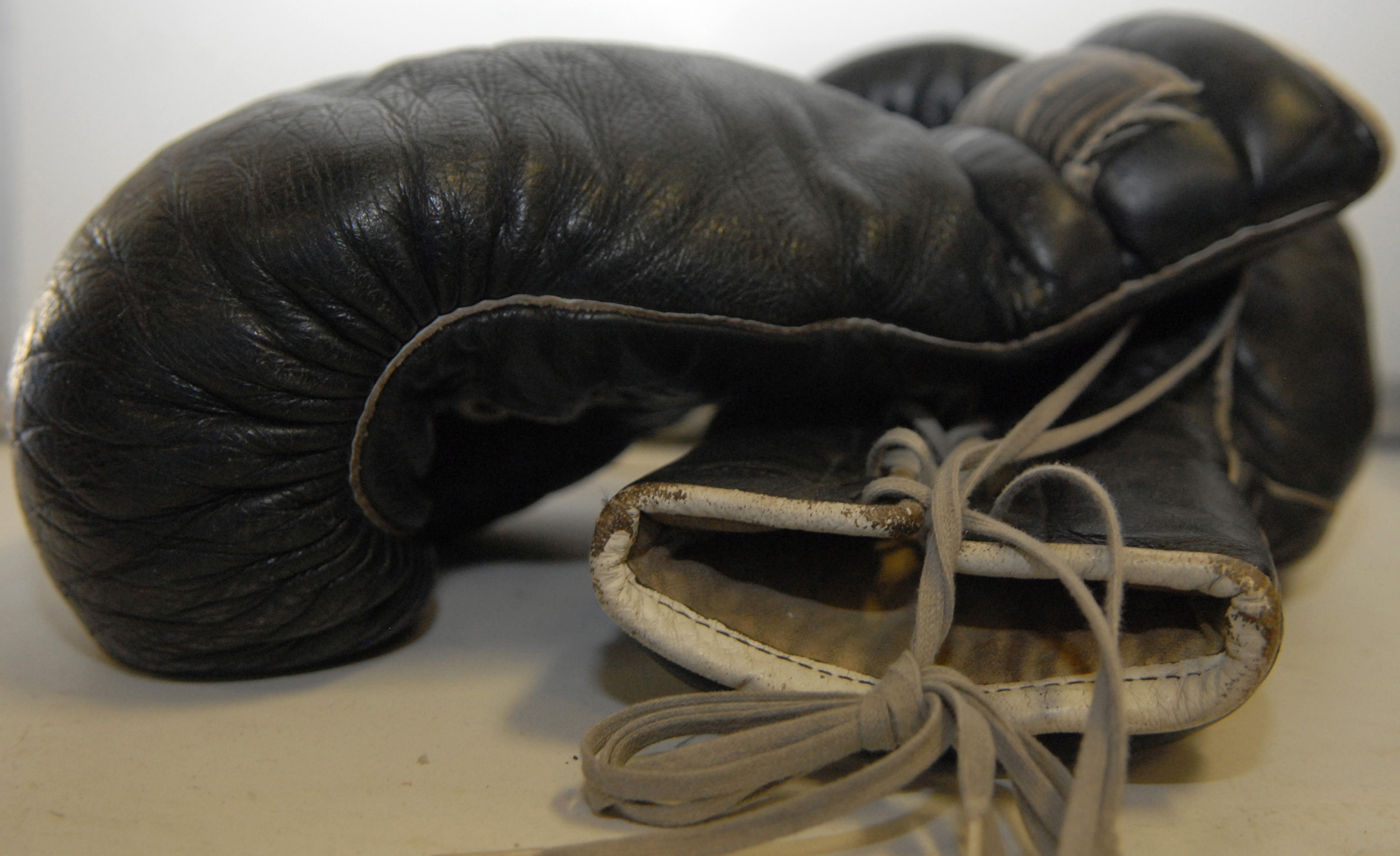
Guants de boxa antics de color negre.

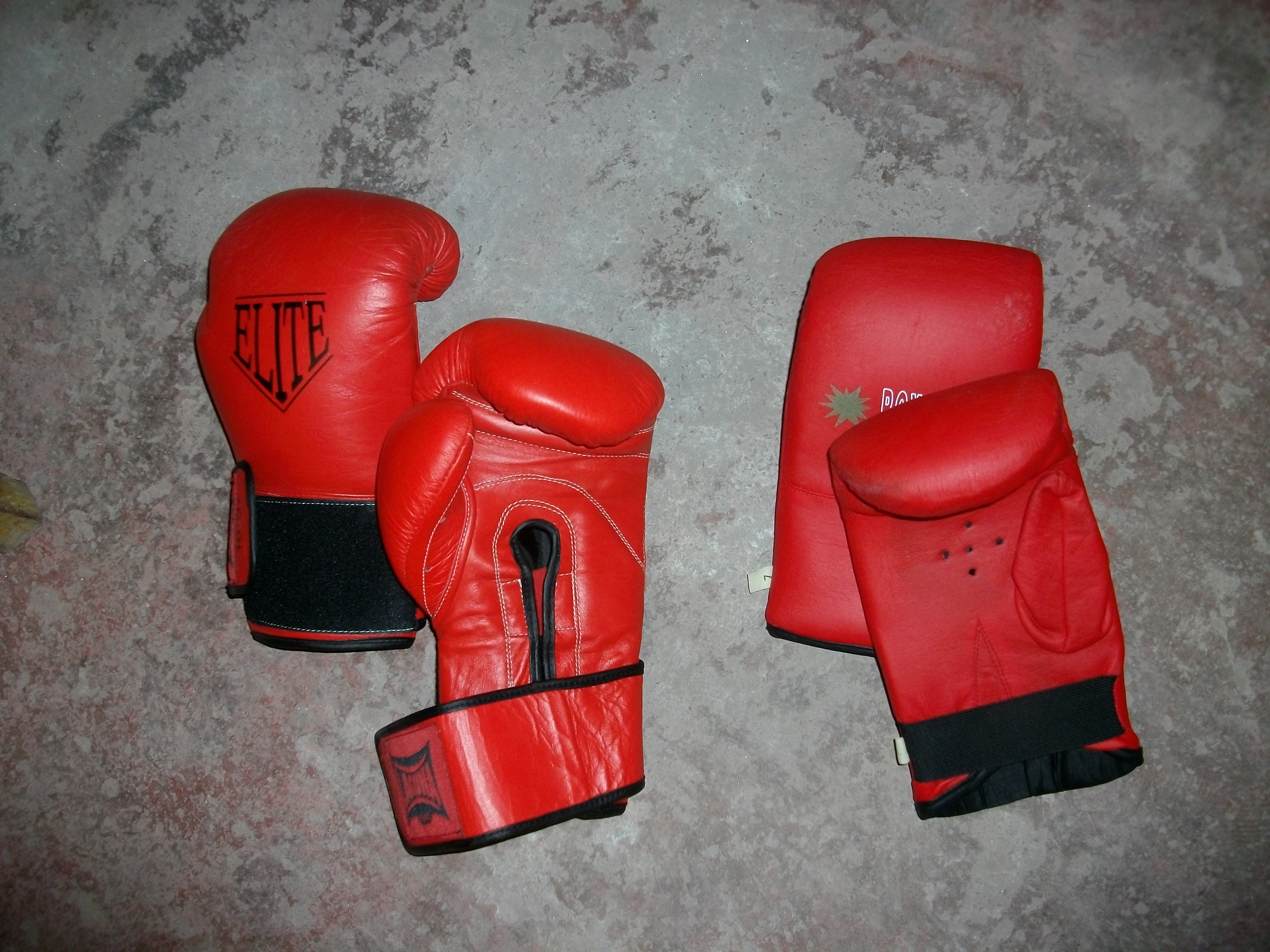
Guants d'entrenament i manyoples.

Els guants de boxa presenten diferents estils i pesos, i generalment s'utilitzen amb una bena protectora que envolta les mans, la qual ajuda a protegir els punys de possibles fractures òssies i altres ferides. Els guants de velocitat són de vinil suau o manyopla de cuir, especialment dissenyats per protegir les mans de l'atleta contra rascades i contusions quan el puny impacta amb el sac d'entrenament, com per exemple amb el sac de velocitat (anglès, speed bag). Els guants de sac de boxa són farcits per protegir l'esportista del dur impacte amb altres sacs de boxa; aquests són els guants més recomanats pels entrenadors, especialment per a aquells que no fan espàrring.
Els guants d'espàrring poden ser de 14 a 20 unces, mentre que els guants de sac d'entrenament, d'aficionats i de professionals varien de 8 a 10 unces. Durant la competició, els guants són ajustats a la mà i subjectats amb una cinta abans de l'inici del combat. No obstant això, els guants d'entrenament generalment usen velcro en comptes de cintes perquè els atletes puguin posar-se els guants i llevar-se'ls amb més facilitat.
Els guants que s'utilitzen a la boxa amateur són generalment blaus o vermells, amb una part blanca que seria la "zona de puntuació". Aquesta zona blanca del guant serveix els jutges per veure, registrar els punts i avaluar els combatents d'una forma més eficaç. Els pesos més comuns dels guants als Estats Units són de setze, dotze i vuit unces. Molts atletes entrenen amb guants més grans i pesats que els que usarien a les competicions per tal d'augmentar la resistència.

## Impacte dels guants

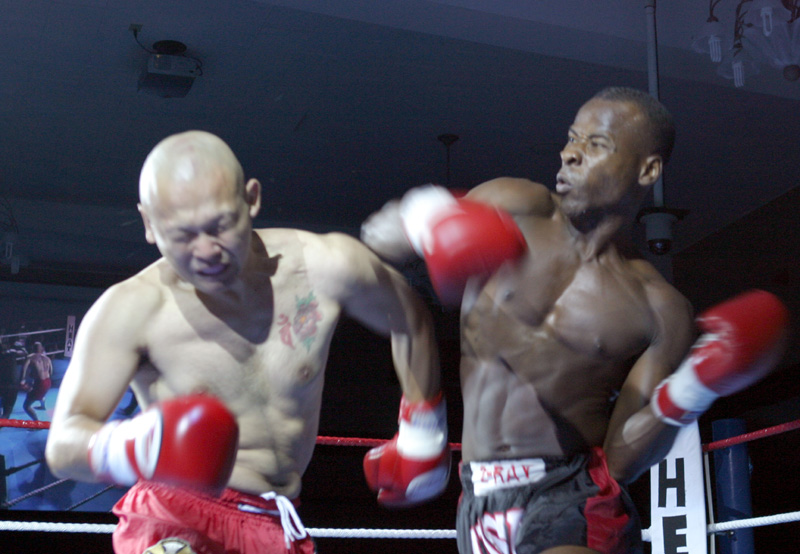
Guants en ús durant un combat de kickboxing professional.

L'impacte dels guants en les ferides causades durant un combat ha estat tema de controvèrsia. Molts estudis acadèmics han demostrat que els combats amb guants causen danys més severs i irreversibles al cervell i als ulls que les baralles amb el puny descobert, tot i que a simple vista l'impacte superficial (talls i inflor) dels cops amb els guants sigui menys evident. En part també pot ser el resultat dels combats moderns amb més assalts breus gràcies a l'ajut dels guants, la qual cosa fa possible combats més llargs que abans, quan els boxejadors colpejaven amb més força mentre portaven els guants. També cal destacar que abans que els guants fossin introduïts, els boxejadors rarament colpejaven el cap, sobretot pel risc de ferir els seus propis punys. Aquesta recerca és generalment ignorada pels promotors de la boxa, ja que creuen que el públic prefereix combats més llargs que no combats més breus amb un knockout al començament de la competició.

## Pes
El pes dels guants de boxa s'indica en unces (abreviació OZ). 1 unça equival aproximadament a 28g.
| 1 oz  | 28,35 g  |
| 8 oz  | 226,80 g |
| 10 oz | 283,50 g |
| 12 oz | 340,20 g |
| 14 oz | 396,90 g |
| 16 oz | 453,60 g |

## Esports que fan servir guants de boxa
- Boxa anglesa
- Savate
- San da
- Boxa tailandesa